# Rau IX
Das Walfangboot Rau IX ist ein Exponat des Deutschen Schifffahrtsmuseums in Bremerhaven - Mitte, Hans-Scharoun-Platz 1/3, und stammt von 1939.
Museum und Museumsflotte wurde 2005 unter Bremer Denkmalschutz gestellt.

## Beschreibung
Die Rau IX wurde im September 1939 von der Deutsche Schiff- und Maschinenbau Aktiengesellschaft, Werk Seebeck, im damaligen Wesermünde abgeliefert und war das neunte von insgesamt zehn in Auftrag gegebenen Walfangbooten der Walter Rau Lebensmittelwerke. Der Rumpf entsprach der Maierform mit geringem Wasserwiderstand und einem hohen Auftrieb im Bugbereich, sodass die dort aufgestellte Harpunenkanone auch bei stärkerem Seegang noch einsetzbar war. Die Manövrierfähigkeit für den Walfang wurde durch den Verzicht auf Schlingerkiele verbessert. Angetrieben wurde die Rau IX von einer ölgefeuerten Dreifach-Expansionsdampfmaschine. 

## Geschichte

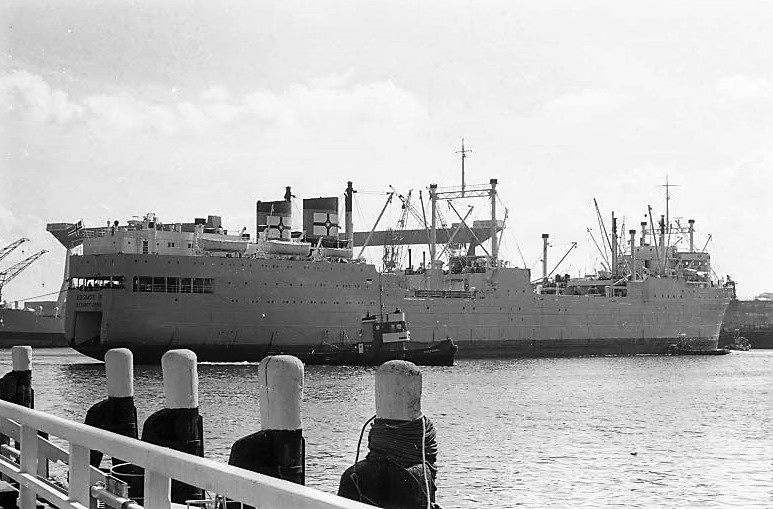
Das ehemalige Fabrikschiff Walter Rau als Kosmos IV 1965 in Kiel

Die Rau IX war, wie ihre Schwesterschiffe, gebaut worden, um Wale zu fangen, sie längsseits zu nehmen und zur Verarbeitung zum Fabrikschiff Walter Rau. zu bringen. Wegen des beginnenden Zweiten Weltkriegs wurde das Schiff jedoch vor seinem ersten Einsatz von der Kriegsmarine beschlagnahmt und aufgrund seiner Manövrierfähigkeit zum U-Jagd-Boot umgebaut. Die Indienststellung als UJ-D erfolgte im August 1940.
Nach einem Jahr in der Nordsee und deren angrenzenden Gewässern wurde das Schiff im August 1941 als UJ 1212 der 12. U-Jagd-Flottille unterstellt und nach Hammerfest verlegt. Dort war das Schiff überwiegend als Geleitfahrzeug eingesetzt und Anfang 1942 auch an Minenlegeoperationen beteiligt.
Im August 1944 wurde das Schiff als Vorpostenboot V 6505 der 65. Vorposten-Flottille unterstellt. Nach Kriegsende verblieb das entwaffnete Schiff in Norwegen und war als Teil des Deutschen Minenräumdiensts bei der Minenräumung in norwegischen Gewässern eingesetzt.
1948 wurde das Schiff an Norwegen übergeben und kam als Krutt erstmals in seiner ursprünglichen Bestimmung als Walfänger im Südlichen Ozean zum Einsatz.
1953 erwarb das isländische Unternehmen Hvalur das Schiff und setzte es als Hvalur 5 15 Jahre lang von Hvalfjörður aus für den Walfang vor Island ein. Danach war das Schiff 1968 noch ein Jahr als Heykur in Tórshavn registriert.
1969 wurde das Schiff vom Bremerhavener Kuratorium Schiffahrtsmuseum „Alter Hafen“ erworben, bestmöglich in den Originalzustand von 1939 versetzt und ab 1970 mit dem ursprünglichen Namen Rau IX im Alten Hafen ausgestellt. Mit der Eröffnung des Deutschen Schifffahrtsmuseums wurde die Rau IX 1975 zu dessen schwimmenden Exponat.